# Jules Henri Barrois
Jules Henri Barrois (3 settembre 1852 – 1943) è stato uno zoologo francese e capo del laboratorio zoologico marino (l'Observatoire de Villefranche Oceanologique) a Villefranche-sur-Mer a partire dagli anni 1880.
Era il fratello di Charles Barrois (1851-1939), geologo e paleontologo, e allievo di Alfred Mathieu Giard (1846-1908) presso l'Université de Lille.

## Pubblicazioni
- Mémoire sur l'embryologie des Bryozaires Mémoire sur l'embryologie des Némertes, dissertazione presentato alla "Faculté des Sciences" di Parigi, 1877
- Mémoire sur les membranes embryonnaires des Salpes, 1881
- Études complémentaires sur la métamorphose des bryozoaires, 1925
- Étude sur la formation du polypide des bryozoaires, 1927 [2][3]